# Corydalis pinnatibracteata
Corydalis pinnatibracteata là một loài thực vật có hoa trong họ Anh túc. Loài này được Y.W.Wang, Lidén, Q.R.Liu & M.L.Zhang mô tả khoa học đầu tiên năm 2003.